# دمتریوس کریستودولو
دمتریوس کریستودولو (یونانی: Δημήτριος Χριστοδούλου؛ زاده ۱۹ اکتبر ۱۹۵۱) یک دانشمند اهل ایالات متحده آمریکا است.